# Kostel Nanebevzetí Panny Marie (Solec)
Římskokatolický filiální kostel Nanebevzetí Panny Marie v Solci je gotická sakrální stavba na hřbitově uprostřed obce. Od roku 1967 je chráněn jako kulturní památka.

## Historie

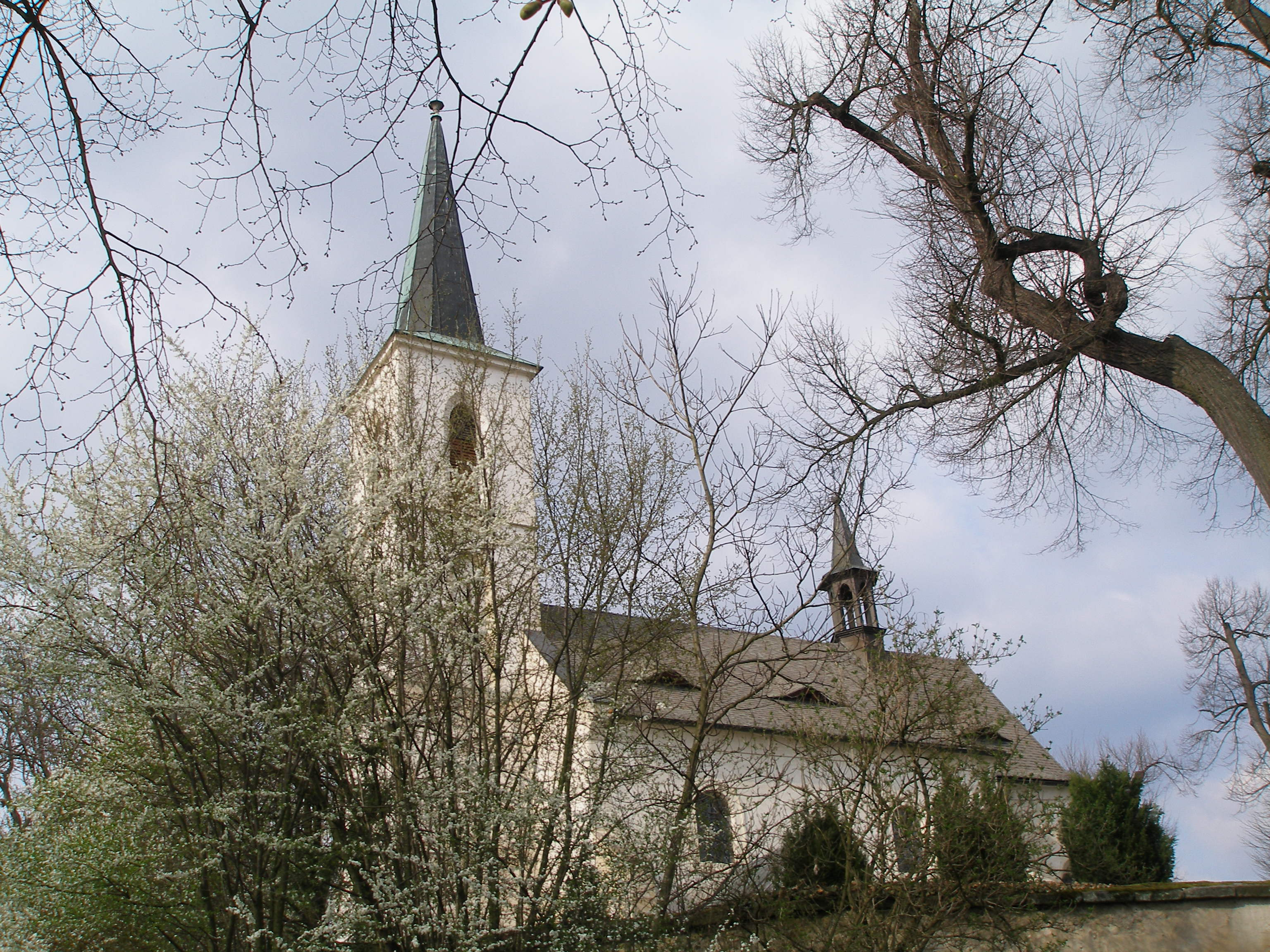
Kostel v Solci z boku

Kostel pochází ze 14. století. Původní vzhled příliš nenarušily ani barokní přídavky bočních předsíní, sakristie a úpravy věže a oken. Kostel tedy zůstal vzácně stavebně dochovaný.

## Architektura
Jedná se o obdélnou jednolodní stavbu s polygonálně uzavřeným presbytářem a západní hranolovou věží. Loď je hladká. Má dva páry obdélný oken s polokruhovými záklenky. Věž je dvoupatrová. Upravena byla roku 1750.
Na jižní straně má kostel hrotitý bohatě profilovaný portál, ve kterém jsou na gotických závěsech dveře ze 17. století. Presbytář je opatřen opěráky a osvětlený původními gotickými hrotitými okny. Presbytář má křížovou, v závěru paprsčitou žebrovou klenbu.
Kromě dvoudílného sedile se v interiéru nachází i umělecky hodnotný sanktuář z 15. století, který je orámovaný pilířky na figurálních konzolách. Ty přecházejí v lomený oblouk jenž je posázený kraby. Sakristie má valenou klenbu a je přístupná dveřmi z přelomu 17. a 18. století. Jsou na nich barokní rozviliny. Dveře jsou zavěšeny na gotických závěsech. Triumfální oblouk je lomený. Loď má plochý strop.

## Zařízení
Zařízení je barokní. Pochází ze 17. století až 18. století. Hlavní oltář je raně barokní. Je portálový, sloupový. Pochází z konce 17. století a je na něm novější nástavec a sochy sv. Petra a sv. Pavla. Boční oltáře jsou barokní, baldachýnové a pocházejí z období kolem roku 1740. Jsou doplněny novějšími obrazy Kalvárie a Křtu v Jordáně. Také kazatelna je z roku 1740. Křtitelnice je pražského původu a pochází z roku 1775. V kostele se nachází zajímavý obraz Ježíška a sv. Jana Křtitele z konce 17. století, který je v původním rámu. Pod věží je znakový náhrobník Straků z Nedabylic z 18. století. Varhany byly v roce 1988 uchráněny před zkázou přenesením do kaple svatého Jana Nepomuckého na hradu Valdštejn, kde slouží dosud.